# Engystomops

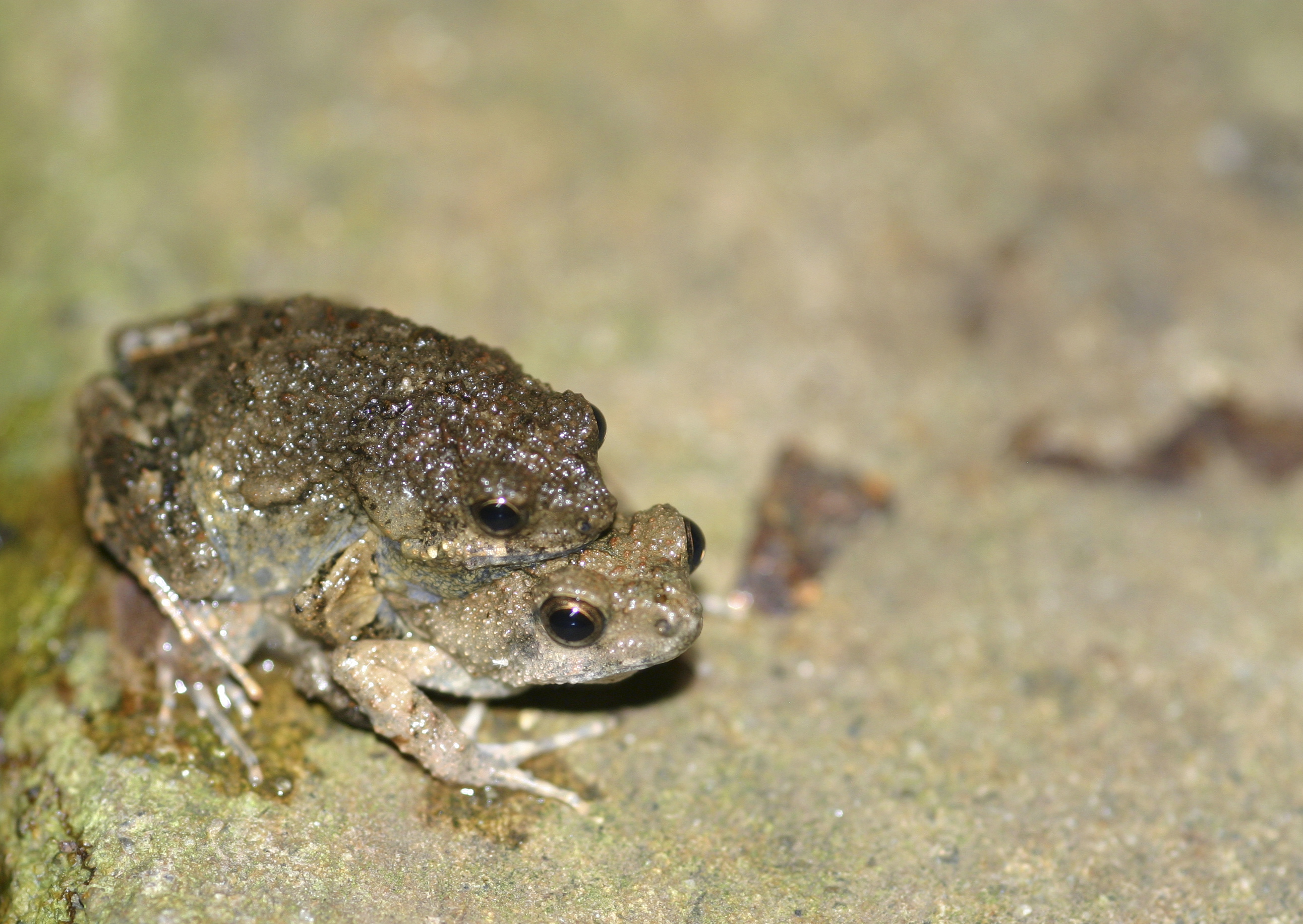
Engystomops pustulosus bei der Paarung

Engystomops ist eine im Jahr 2006 wieder errichtete Gattung der Frösche. Sie wurde aus der Gattung Physalaemus ausgegliedert und umfasst eine Reihe von süd- und mittelamerikanischen Arten, darunter den häufigen und weit verbreiteten Tungara-Frosch (Engystomops pustulosus).

## Merkmale
Die Frösche der Gattung Engystomops werden 15 bis 38,6 Millimeter lang. Die Rückenhaut ist warzig. Die Frösche sind unauffällig braun gefärbt. Über dem Gehörorgan ist das Tympanum sichtbar.

## Verbreitung
Das Verbreitungsgebiet dieser Froschgattung reicht vom Süden Mexikos über Mittelamerika bis in die nördlichen Staaten Südamerikas einschließlich Perus und Ecuadors. Die Gattung umfasst zwei Kladen, die durch die Anden biogeographisch voneinander getrennt werden. Die beiden Kladen wurden in zwei ranglosen Artengruppen zusammengefasst. Die Klade Edentulus besteht aus Engystomops petersi und Engystomops pustulosus sowie Engystomops freibergi und kommt östlich der Anden im Norden Südamerikas und im Amazonasbecken vor. Die Klade Duovox besteht aus den Arten Engystomops coloradorum, Engystomops montubio, Engystomops pustulatus, Engystomops puyango, Engystomops randi sowie Engystomops guayaco und lebt nordwestlich des Andenkamms.

## Lebensweise
Die Arten der Gattung Engystomops leben vorwiegend im Flachland. Sie können sowohl in feuchten Wäldern als auch in trockenen Savannen der tropischen und subtropischen Zonen vorkommen. Für das Überleben ihrer Brut bei fallweiser Trockenheit sorgt ein Schaumnest, das von allen Arten der Gattung angelegt werden kann. Das Nest wird im Wasser platziert und nimmt die Eier bis zum Schlüpfen der Kaulquappen auf. Verschiedene Eiweiße schützen die Eier vor Parasitenbefall.
Das Werbungsverhalten einiger Arten und die Reaktionen der Weibchen auf die Rufe der Männchen zur Paarungszeit wurden eingehend untersucht. Die Männchen rufen in der Nacht vom Wasser aus, die Laute können aber auch von Fressfeinden wie der Fransenlippenfledermaus (Trachops cirrhosus) in das Beuteschema eingeordnet und zum Aufspüren der Frösche genutzt werden.

## Systematik und Taxonomie
Die Arten der Gattung Engystomops gehörten lange Zeit zur Gattung Physalaemus, die im Jahr 2006, zum Zeitpunkt ihrer Aufspaltung, 49 Arten umfasste. Phylogenetische Untersuchungen wiesen darauf hin, dass der Tungara-Frosch (Physalaemus pustulosus) mit Physalaemus petersi nahe verwandt war, ebenso die westlich der Anden verbreiteten Arten Physalaemus pustulatus und Physalaemus coloradorum. Die vier Arten wurden vorerst zur Physalaemus-pustulosus-Gruppe zusammengefasst, die dann in den Jahren 2004 und 2005 um drei neu beschriebene Arten erweitert wurde. 2006 wurde diese Gruppe aus der Gattung Physalaemus ausgegliedert. Als Gattungsname wurde Engystomops wieder errichtet, nachdem diese monotypische Gattung mit der einzigen Art Engystomops petersi 1970 unter dem Namen Physalaemus petersi in die Gattung Physalaemus integriert worden war.
Bei der systematischen Neuordnung der Südfrösche (Familie Leptodactylidae im weiteren Sinn) wurde Engystomops zusammen mit Physalaemus, Pleurodema, Pseudopaludicola und einigen weniger artenreichen Gattungen zuerst in die neu errichtete Familie Leiuperidae gestellt., dann aber als Unterfamilie Leiuperinae wieder in die Familie Leptodactylidae (im engeren Sinn) eingegliedert.

## Arten
Die Gattung Engystomops umfasst derzeit neun Arten:
Stand: 15. Juli 2022
- Engystomops coloradorum (Cannatella & Duellman, 1984)
- Engystomops freibergi (Donoso-Barros, 1969)
- Engystomops guayaco (Ron, Coloma & Cannatella, 2005)
- Engystomops montubio (Ron, Cannatella & Coloma, 2004)
- Engystomops petersi Jiménez-de-la-Espada, 1872 (Typusart)
- Engystomops pustulatus (Shreve, 1941)
- Engystomops pustulosus (Cope, 1864)
- Engystomops puyango Ron, Toral, Rivera & Terán-Valdez 2010[9]
- Engystomops randi (Ron, Cannatella & Coloma, 2004)